# توربو سی شارپ
توربو سی شارپ (به انگلیسی: Turbo C Sharp)، یک محیط یکپارچه توسعه نرم‌افزار متوقف شده از شرکت بورلند است، که به دو ویرایش اکسپلورر و حرفه ای عرضه شد. این برنامه از زبان برنامه‌نویسی سی# برای توسعه برنامه‌های کاربردی برای ویندوز فرمز و ای اس پی دات نت استفاده می‌کند.
نسخه آزمایشی اکسپلورر، که محیط یکپارچه توسعه نرم‌افزار ثابت را برای برنامه نویسان دانشجویی، آماتور و علاقه‌مندان هدف قرار داده‌است، دیگر در دسترس نیست.